# 滇蔵公路

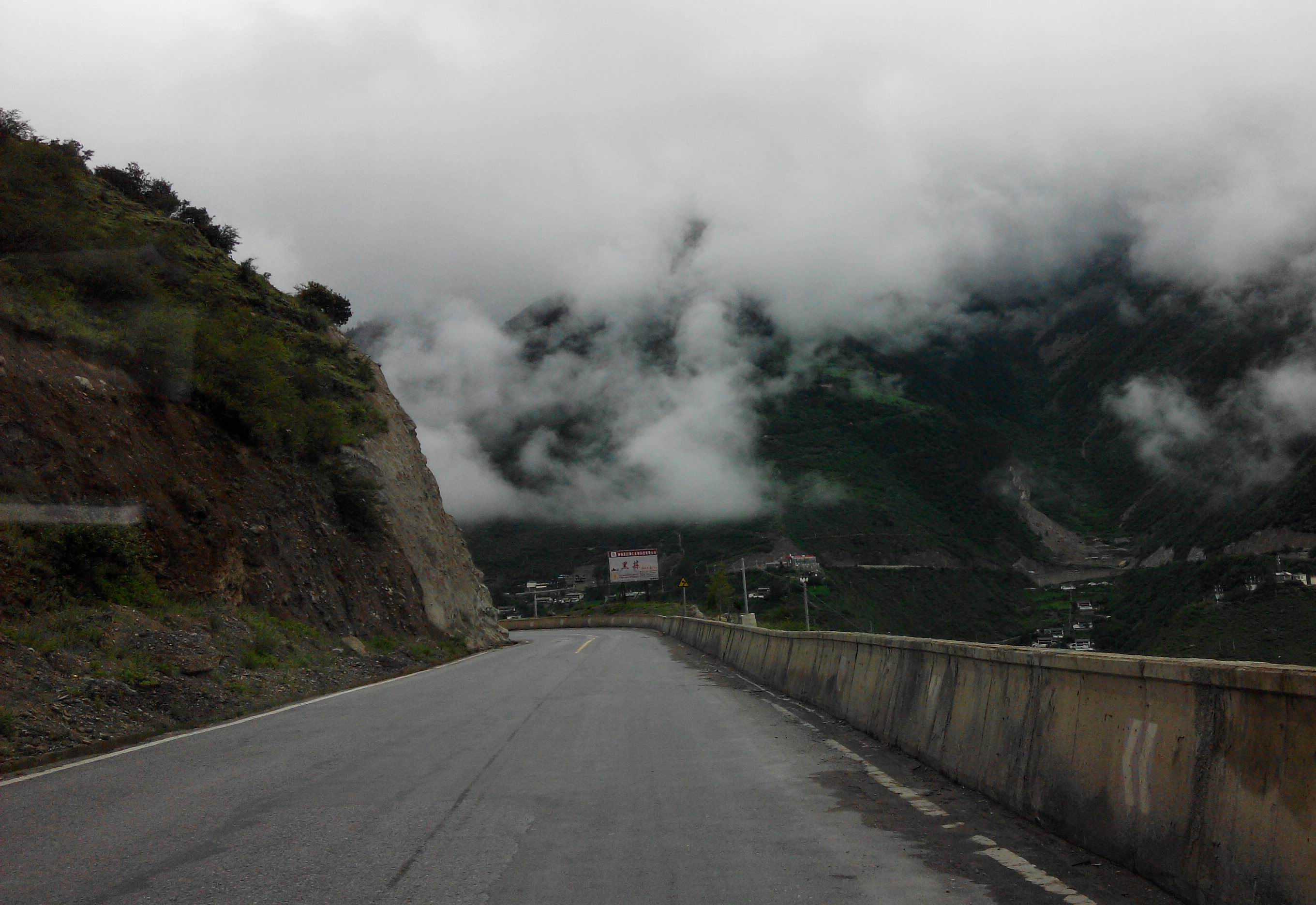
滇蔵公路（シャングリラ市で）

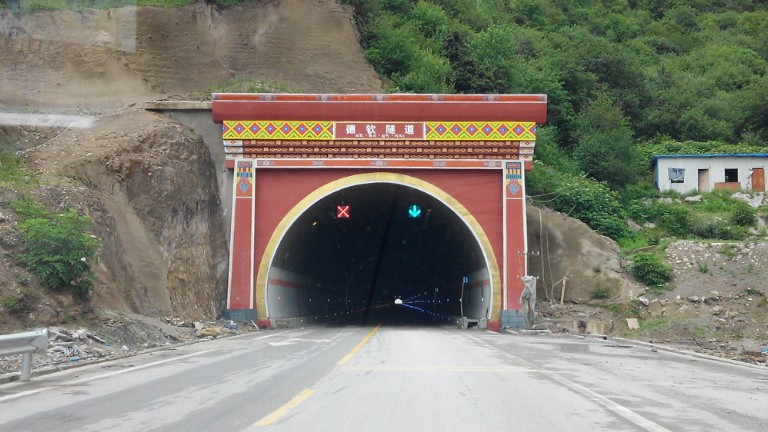
デチェン・トンネル（シャングリラ市）

滇蔵公路（てんぞうこうろ、中国語: 滇藏公路、チベット語：ཡུན་བོད་གཞུང་ལམ、ワイリー方式：yun bod gzhung lam）は中国雲南省大理市下関とチベット自治区チャムド市マルカムを結ぶ道路であり、長さ714キロメートルで、1974年に完成した。中国のこの地区で、青海省西寧市からチベット自治区東部を経て雲南省景洪市を南北を結ぶG214国道の一部である。この公路は山岳地帯の原生林を超えて、金沙江を渡り、白馬雪山と玉龍雪山の峠（海抜4380メートル）を通過する。

## 歴史
滇蔵公路の建設は1950年8月に大理で始まり、その1年以内に麗江まで開通した。背景はチベット・チャムドの戦いの支援であり、雲南軍管区は人民解放軍を派遣してチベット南東部の前線基地へ支援が入るようにした。
1956年8月、5年間の中断の後、建設が再開された。 1961年1月のチベットでのヤンジン（zh:盐井）までの建設後、数回の豪雨により、デチェン県からヤンジンまで113 kmの瀾滄江（メコン川上流）沿いの多くの路盤が流されたので、6年間にわたって建設が中断された。
1967年7月に3回目の建設が開始され、交通部の第一高速道路設計研究所による調査および設計がなされ、雲南省の第6施工団によって建設された。1973年10月、終に川蔵公路南線（現在のG318国道）のマルカムまでが開通した。
こうして、実際の建設期間は11年半で、1,040万人の労働者、55.27百万元の投資、23.76百万立方メートルの土石を動かし、石材部分は51.8％を占めた。全長573メートルの4つの橋、112の中小橋、1,764か所で開渠、169,000立方メートルの盛り土、全長234メートルの3つのトンネルを建設した。特に、デチェンからヤンジンまでの瀾滄江沿いの113 kmには崖、崩落、地滑りがたくさんあり、開通までに年平均99,000立方メートルの土石を運搬した。そのうち、デチェン郡仏山郷の南541kmから551km地点では、地震・地すべりの集中地域を避けるために、瀾滄江の西岸へ迂回したので、2つの橋を建設することを余儀なくされた。
2018年、同区間を「新滇蔵公路」がザユル県経由で（デチェン県経由でなく）年中通過可能として、より便利になった。 

## 参照項目
- 中国鉄道滇藏線